# عزلة الرحبين (عمران)
عزلة البدو و الرحبين هي إحدى عزل مديرية السود في محافظة عمران اليمنية ويبلغ تعداد سكانها 2041 نسمة حسب التعداد السكاني في اليمن لعام 2004.

## روابط خارجية
- الجهاز المركزي للإحصاء بالجمهورية اليمنية
- المركز الوطني للمعلومات باليمن
- World Gazetteer:Yemen
- الدليل الشامل